# Прискорений метод визначення спікливості
Прискорений метод визначення спікливості за ГОСТ 2013–75 характеризує текучість пластичної вугільної маси.

Рис. 1 — Прилад для прискореного визначення спікливості 1 — вага; 2 — важіль; 3 — шкала; 4 — штемпель; 5 — трубка з вуглепіщаною сумішшю; 6 — піч.

Показник спікливості Сп визначають у приладі, показаному на рис. 1. Суміш вугілля (1,8 г крупністю менше 0,2 мм) і кварцового піску (8,5 г) поміщають у сталеву трубку і нагрівають в електричній печі при температурі 500—505 °С. Зверху на суміш поміщають штемпель, сполучений з важелем із стрілкою на кінці. Коли вугілля переходить у пластичний стан, об'єм вуглепіщаної суміші зменшується, оскільки пластична маса заповнює проміжки між зернами піску. При цьому штемпель опускається, і стрілка на кінці важеля пересувається за шкалою.
Показник Сп визначають за різницею кінцевого і початкового положень важеля і виражають у безрозмірних одиницях.
Прискорений метод визначення спікливості придатний для оцінки вугілля невисоких стадій метаморфізму вітринітового складу, які утворюють текучу пластичну масу.